# Базилика Нотр-Дам-де-Виктуар
Базилика Нотр-Дам-де-Виктуар (фр. Basilique Notre-Dame-des-Victoires), Базилика Девы Марии Побед) — католическая церковь во II округе Парижа. Базилика находится на Площади малых отцов (place des Petits-Pères), рядом с Площадью Побед (Place des Victoires), созданной в честь военных побед короля. Отсюда её название. Это одна из пяти церквей архиепархии Парижа, имеющая почётный статус «малой базилики». Была построена Людовиком XIII после победы над протестантами Ла-Рошели. Им управлял августинский орден, известный своей строгой и простой жизнью.
Король Людовик XIII после успешного окончания осады Ла-Рошели в 1628 году решил увековечить победу строительством церкви, посвящённой Деве Марии. Церковь решили строить вместо небольшой Капеллы Девы при монастыре босоногих августинцев, существовавшем с 1619 года в районе современной улицы Пти Пер (название улицы произошло от прозвания августинцев — «малые отцы» фр. Petits Pères).
9 декабря 1629 года король собственноручно заложил первый камень в фундамент церкви, а парижский архиепископ Жан Франсуа Гонди освятил стройку. Первоначальный проект церкви был разработан архитектором Пьером Ле Мюэ, но работы, едва успев начаться, были остановлены из-за недостатка средств. В 1656 году строительство было возобновлено, им руководил Либераль Брюан, а затем Габриэль ле Дюк (Gabriel Le Duc). Ещё не до конца возведённая церковь была освящена в 1666 году. В 1737—1740 годах Жан-Сильвен Карто(Jean-Sylvain Cartaud) закончил работы над фасадом, завершив этим процесс строительства.
Во время Великой французской революции монастырь был закрыт, монахи изгнаны. В церкви располагалось сначала руководство Национальной лотереи, затем фондовая биржа. В 1802 году здание было возвращено Церкви. В 1836 году церковь была посвящена Непорочному Сердцу Марии. В 1859 году были разобраны строения бывшего монастыря. В 1927 году Нотр-Дам-де-Виктуар была объявлена «малой базиликой».
В восточном рукаве трансепта находится статуя Девы Марии с Младенцем, почитаемая верующими чудотворной. Число вотивных предметов, принесённых к образу, превышает 30 тысяч, некоторые из них укреплены на стенах храма. В интерьере церкви выделяются старинные витражи в хоре и трансепте, семь монументальных картин Шарля Ван Лоо о жизни Святого Августина и об осаде Ла-Рошели, а также орган XVIII века.
В церкви похоронен композитор Жан Батист Люлли.